# Marcin Szymanowski
Marcin Szymanowski herbu Ślepowron (zm. po 1578 roku) – sędzia ziemski sochaczewski, podsędek ziemski sochaczewski, poborca w ziemi sochaczewskiej.
Poseł ziemi sochaczewskiej na sejm 1553 roku, sejm piotrkowski 1562/1563 roku, sejm warszawski 1563/1564 roku, poseł województwa rawskiego na sejm lubelski 1566 roku. Poseł ziemi sochaczewskiej na sejm 1569 roku, podpisał akt unii lubelskiej. Poseł województw rawskiego na sejm 1576/1577 roku, sejm 1578 roku.